# Tewksbury
Pour les articles homonymes, voir Tewksbury (homonymie).
Tewksbury /ˈtʊksbɜːri/ est une ville des États-Unis, dans le Massachusetts, comté de Middlesex, fondée en 1637.

## Personnalité
- Butler Ames (1871-1954), homme politique, y est mort.